# Parachelifer hubbardi
Espèce
Synonymes
- Chelifer hubbardi Banks, 1901

Parachelifer hubbardi est une espèce de pseudoscorpions de la famille des Cheliferidae.

## Distribution
Cette espèce se rencontre aux États-Unis en Arizona et au Mexique en Basse-Californie et en Basse-Californie du Sud.

## Description
L'holotype mesure 3 mm.

## Étymologie
Cette espèce est nommée en l'honneur d'Henry Guernsey Hubbard.

## Publication originale
- Banks, 1901 : Some spiders and other Arachnida from southern Arizona. Proceedings of the United States National Museum, vol. 23, p. 581-590 (texte intégral).